# Goglu
Cet article concerne la pièce de théâtre. Pour l'oiseau américain, voir Goglu des prés.
Goglu est une pièce de théâtre de Jean Barbeau, dramaturge québécois, créée en 1970.
La pièce a été jouée, la première fois, le 22 juillet 1970,  par le Théâtre Quotidien de Québec. 

## Distribution
Les comédiens de la première distribution :
- Marc Legault
- Raymond Bouchard

## Argument
Dans cette courte tragédie, Goglu rejoint Godbout, le chauffeur de taxi, sur un banc face au fleuve. Ils s’ennuient. Ils écoutent les histoires du  passé des vieux. De temps des bateaux passent. Impuissants ou désabusés, ils en viennent à une vive conscience de leur dépossession. Dans le dialogue vide et humoristique des deux personnages, la tragédie de l’impasse est prenante.

## Citation
Ici, au Québec, on essaye inévitablement de prendre nos distances en face de nos sentiments tragiques. Nous n’avons pas de tragique pur. J’ai l’impression que toutes les grandes tragédies québécoises vont être drôles.
Jean Barbeau
Citation dans la présentation de Jean Royer au livre donné en référence.

## Référence
- Barbeau, Jean, Le chemin de Lacroix suivi de Goglu, 1971, Leméac, Collection répertoire québécois